# Tournée (Matia Bazar)
Tournée è il quarto album dei Matia Bazar, pubblicato su vinile dalla Ariston Records (catalogo AR LP 12359) nel 1979 e dalla Oxford (catalogo OX 3313) nel 1985, anticipato dal singolo C'è tutto un mondo intorno/Per amare cosa vuoi (1979).

## Descrizione
Raggiunge la 18ª posizione nella classifica italiana degli album più venduti del 1980.
Nel 1991 è stato ristampato su LP (catalogo MPIT 1012) e rimasterizzato su CD dalla Virgin Dischi (MPCID 1012).
Reso disponibile per il download digitale nel 2011 dalla EMI Italiana.

## Tracce
Tutti i brani sono stati scritti e composti dai componenti del gruppo: testi di Giancarlo Golzi e Aldo Stellita; musiche di Antonella Ruggiero, Piero Cassano e Carlo Marrale.
Lato A
1. Tram – 7:04
2. Non è poi tanto male – 3:41
3. Ragazzo in blue jeans – 5:20
4. Per amare cosa vuoi – 3:36

Lato B
1. C'è tutto un mondo intorno – 4:22
2. Oggi per te – 4:25
3. Come un fiore – 6:20
4. Tutto bene - All Right – 4:06

## Formazione
- Antonella Ruggiero - voce, percussioni
- Piero Cassano - tastiere, voce
- Carlo Marrale - chitarre, voce
- Aldo Stellita - basso
- Giancarlo Golzi - batteria

## Classifiche
| Classifica (1979) | Posizione raggiunta |
| ----------------- | ------------------- |
| Italia            | 18                  |